# Казимир Нич
Казимир Нич (пол. Kazimierz Nycz; нар. 1 лютого 1950, Стара Весь, Польща) — польський кардинал. Допоміжний єпископ Кракова і титулярний єпископ Вілла Регис з 14 травня 1988 по 9 червня 2004 року. Єпископ Кошаліна-Колобжега з 9 червня 2004 по 3 березня 2007 року. Архієпископ Варшави з 3 березня 2007. Ординарій для вірних східного обряду з 9 червня 2007. Кардинал-священник з титулом церкви Сан-Мартіно-ай-Монті з 20 листопада 2010 року.